# Dacnis à coiffe bleue
Dacnis lineata
Espèce
Statut de conservation UICN

 LC  : Préoccupation mineure
Le Dacnis à coiffe bleue (Dacnis lineata) est une espèce de passereaux de la famille des Thraupidae. D'après le Congrès ornithologique international, c'est une espèce monotypique (non divisée en sous-espèces).

## Répartition
Cet oiseau vit dans les forêts humides du nord et de l'ouest du bassin de l'Amazone.

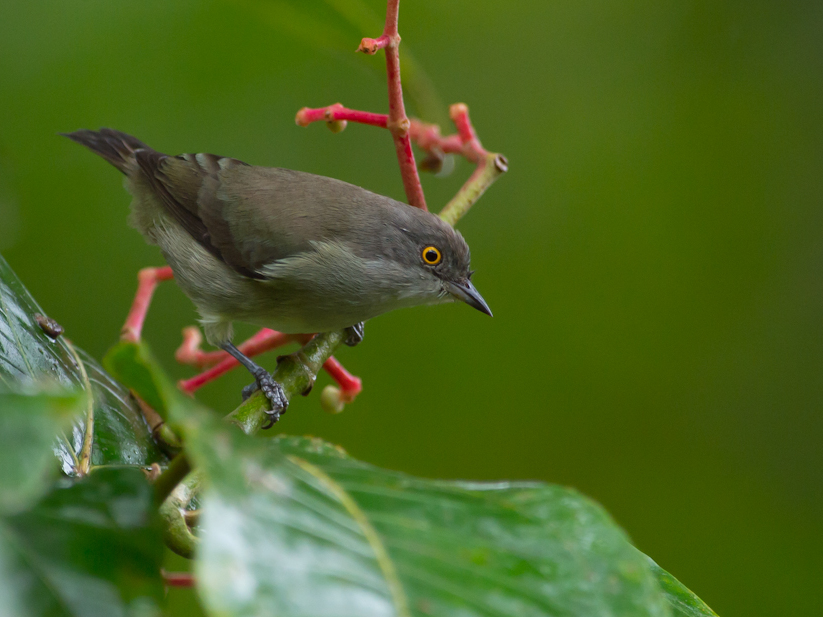
Une femelle